# Trompettia
Trompettia, monotipski rod dvosupnica iz porodice pomoćnica (krumpirovki). Jedina vrsta je T. cardenasiana, južnoamerički grm, bolivijski endem.
Rod je opisan u Taxon 67(2): 370. 2018.

## Sinonimi
- Iochroma cardenasianum Hunz.; Kurtziana 10: 21 (1977)